# شفيتزنباخ
شفيتزنباخ (بالألمانية: Schwerzenbach) هي بلدية ضمن مقاطعة أوستر في كانتون زيورخ، سويسرا.

## توأمة
لشفيتزنباخ اتفاقيات توأمة مع:
- آيزيبوتي